# Anthracalaus fleutiauxi
Anthracalaus fleutiauxi là một loài bọ cánh cứng trong họ Elateridae. Loài này được Calder & von Hayek miêu tả khoa học năm 1992.